# 刈谷市立富士松中学校
刈谷市立富士松中学校（かりやしりつふじまつちゅうがっこう）は、愛知県刈谷市今川町にある市立の中学校。学区は刈谷市北部の今川町、今岡町、一里山町、東境町、西境町、井ヶ谷町。
2021年度（令和3年度）の全校生徒数は595人。2022年度(令和4年度)現在刈谷市立富士松東小学校、刈谷市立富士松南小学校、刈谷市立富士松北小学校から新入生を迎えている。
2007年8月24日、創立60周年記念事業として各界で活躍する卒業生を紹介する富士中記念館が開設された。
卒業生であり登山家の田辺治から寄贈されたエベレスト山頂の石などが展示されている。

## 出身著名人
- 真野尚文 - 日本画家。[2]
- 塚本誠子 - 日本画家。[2]
- 久綱さざれ - 小説家。[2]
- 安達俊也 - プロ野球選手。[3][2]
- 服部順一 - サッカー選手、サッカー指導者。FC岐阜元GM。[2]
- 田辺治 - 登山家。冬期ローツェ南壁世界初完登。[2]
- 近藤澄男 - レーシングドライバー。[2]
- 酒井雄二 - ミュージシャン。ゴスペラーズ[3]。
- 近藤晃央  - シンガーソングライター[3]。
- 深谷皇 - 水泳選手。2013年東アジア大会 男子200mバタフライ優勝。
- 村佐達也 - 水泳選手。2024年パリオリンピック男子800mリレー第7位。2025年世界水泳男子200m自由形第3位。